# Bombardement de la tour Hajji
 (novembre 2023).
Si vous disposez d'ouvrages ou d'articles de référence ou si vous connaissez des sites web de qualité traitant du thème abordé ici, merci de compléter l'article en donnant les références utiles à sa vérifiabilité et en les liant à la section « Notes et références ».
Le bombardement de la tour Hajji est une opération menée le 10 octobre 2023 par l'armée de l'air israélienne, dans le cadre de la guerre à Gaza depuis 2023, lorsqu'elle a bombardé la tour Hajji à Gaza, connue pour héberger des journalistes palestiniens, causant la mort de 3 journalistes et une douzaine de blessés.

## Contexte
Le 10 octobre 2023, Israël décide de bombarder la tour Hajji, un immeuble résidentiel situé à l'Ouest de Gaza. Un habitant de la tour reçoit un appel téléphonique de la part de l'armée israélienne lui ordonnant d'évacuer les lieux en prévision d'un bombardement. Des journalistes arrivent sur les lieux pour couvrir l'évacuation tout en se tenant à plusieurs dizaines de mètres de la tour par précaution.
Au moment du bombardement, les journalistes sont clairement identifiables comme tels par leurs gilets et leur casque, et se positionnent à plusieurs centaines de mètres de la tour. Leur position est aussi bombardée par l'armée israélienne, tuant sur le coup deux journalistes. Un troisième est gravement blessé et est transporté à l'hôpital Al-Shifa, où il meurt de ses blessures.

## Victimes
Les trois victimes du bombardement sont des journalistes palestiniens :
- Mohammed Subh, 34 ans, photographe de l'Agence Khabar.
- Saeed Al-Taweel, 37 ans, rédacteur en chef du site Al-Khamsa News.
- Hisham Alnwajha, 27 ans, Agence Khabar.